# Sukorady, Mladá Boleslav
Sukorady là một làng thuộc huyện Mladá Boleslav, vùng Středočeský, Cộng hòa Séc.